# Bradysia ismayi
Bradysia ismayi is een muggensoort uit de familie van de rouwmuggen (Sciaridae). De wetenschappelijke naam van de soort is voor het eerst geldig gepubliceerd in 2006 door Menzel.